# Nogoyá
Nogoyá, est une ville de la province d'Entre Ríos en Argentine, chef-lieu du
Département de Nogoyá, anciennement connue sous le nom de "Nuestra Señora del Carmen de Nogoyá".
La ville comptait 22 285 habitants en 2001, en hausse de 18,34 % par rapport à 1991.